# Gifts from Enola
Gifts from Enola war eine US-amerikanische Post-Rock-Band aus Harrisonburg, Virginia, die im Jahr 2006 gegründet wurde. Im Juni 2013 wurde die Band nach ihrem letzten Konzert offiziell aufgelöst.

## Geschichte
Die Band wurde im Jahr 2006 gegründet und veröffentlichte Mitte des Jahres ihr Debütalbum Loyal Eyes Betrayed the Mind. Im Jahr 2008 folgte eine Split-Veröffentlichung mit You.May.Die.In.The.Desert, die den Namen Harmonic Motion Volume I trug. Ihr zweites Album From Fathoms erschien im Juni 2009. Im Jahr 2010 folgte bereits mit Gifts from Enola ihr nächstes Album. Das Album hat die Band selbst produziert und wurde aus Studioaufnahmen und privaten Mitschnitten von Bandmitgründer Nathaniel Dominy zusammengestellt.
Nach sieben Jahren intensiver Aktivität und vier Alben löste sich die Band im Juni 2013 auf, nachdem es den Bandmitgliedern zeitlich und finanziell nicht mehr möglich war, das Projekt aufrechtzuerhalten. Ihr letztes Konzert fand am 8. Juni 2013 in Harrisonburg, Virginia, statt.

## Musikstil
Die Band spielt klassischen, technisch anspruchsvollen Post-Rock.

## Diskografie
- Loyal Eyes Betrayed the Mind (Album, 2006, Eigenveröffentlichung)
- Harmonic Motion Volume I (Split mit You.May.Die.In.The.Desert, 2008, Differential Records)
- From Fathoms (Album, 2009, The Mylene Sheath)
- Gifts from Enola (Album, 2010, The Mylene Sheath)
- A Healthy Fear (Album, 2012, The Mylene Sheath)